# یواس‌اس کاوالا (اس‌اس‌ان-۶۸۴)
یواس‌اس کاوالا (اس‌اس‌ان-۶۸۴) (به انگلیسی: USS Cavalla (SSN-684)) یک زیردریایی بود که طول آن ۳۰۲ فوت ۳ اینچ (۹۲٫۱۳ متر) بود. این زیردریایی در سال ۱۹۷۲ ساخته شد.